# 国鉄コラ1形貨車
国鉄コラ1形貨車（こくてつコラ1がたかしゃ）は、日本国有鉄道が1962年（昭和37年）度に製作した貨車（コンテナ車）である。旧形式はチラ1形（2代）である。

## 概要
それまでコンテナ車は二軸ボギー車のチキ5000形・チキ5500形が製作されていたが、支線区へもコンテナ輸送を拡大することになった。しかし、チキ5500形は製作コストが割高な欠点があった。支線区への運用は製作コストが低い二軸車で十分であるという考えで製作された車両である。1962年（昭和37年）度に汽車製造で55両が製作され、当初はチラ1形（2代目）として登場した。1965年（昭和40年）のコンテナ車制定に伴う称号改正でコラ1形と改称された。

## 構造
1種5t (11 ft)コンテナ3個積みである。荷重は19t。支線区への運用において丙線の軸重制限13t以下を許容しなければならず、自重は7t以下とすることが求められたため、極限まで軽量化した設計となった。
車体寸法は5t (11 ft)コンテナ3個積みに合わせ、全長10,180mm、全幅2,530mm、全高1,379mm、軸距5,750mmであり、日本の二軸車では最長である。ブレーキ装置は片側側ブレーキ。走行装置は二段リンク式である。
塗色は台枠部分が赤3号、下回りが黒である。

## 運用の変遷
本形式は極限まで軽量化したため、走行安定性の不安から落成後は徹底した走行試験が行われた。コンテナの積載に際しては制限が設けられ、入換を含む走行時にはコンテナ3個を積載するかあるいはコンテナなしで運用しなければならないという制約があった。このため、コンテナ1 - 2個積での走行は禁じられた。積載効率に制約のある本形式は単年度の製作に留まった。
落成後は隅田川駅と汐留駅に常備され、急行貨物列車で運用された。1971年（昭和46年）に2種5t(12 ft)コンテナが登場するとサイズの関係で車体中央に1個しか積載することができなくなる欠点が生じた。
末期は大部分が北海道地区でコム1形を置きかえる形で運用され、1983年（昭和58年）度までに廃車され、形式消滅した。